# Butea, Iași
Butea este satul de reședință al comunei cu același nume din județul Iași, Moldova, România.

## Legături externe
Materiale media legate de Butea la Wikimedia Commons